# 浦之浩
浦之浩（1510年—？），字子化，號北郭，山東登州衛軍籍，直隸蘇州府嘉定縣人，明朝政治人物。

## 生平
嘉靖十六年（1537年）丁酉科山東鄉試第四十六名舉人，二十年（1541年）中式辛丑科會試第二百四十一名，三甲第六十七名進士。授中書舍人，二十四年（1545年）正月升南京浙江道監察御史，巡視上江，調四川道監察御史，巡按河南，改巡按陝西，出為南昌府知府，升江西按察司副使、兵備九江，四十一年（1562年）正月京察以不謹罷職。近年有墓誌銘出土。

## 家族
曾祖浦安；祖父浦德，七品散官；父浦鑰，州判。前母李氏；母許氏。慈侍下。從叔父浦鋐，正德十二年進士，監察御史。